# جیجاق مکزیکی
جیجاق مکزیکی (نام علمی: Aphelocoma wollweberi) نام یک گونه از سرده جیجاق‌های خاشاک است.